# Manuel Cabero
Manuel Cabero Vernedas (Barcelona, 9 de febrero de 1926-Barcelona, 16 de enero de 2022) fue un director coral español. Estudió en la Escuela Municipal de Música de Barcelona.

## Biografía
En 1951 fundó el Coro Madrigal, que dirigió hasta 1991, por medio del cual dio a conocer muchas obras catalanas contemporáneas y de la polifonía histórica internacional, además de ejecutar en repetidas ocasiones grandes producciones del repertorio sinfónico-coral.
Como pedagogo de la dirección coral dictó numerosos cursos en el AUDICOR (Aula de Dirección Coral) del Instituto Joan Llongueres de Barcelona. Igualmente, impartió numerosos cursos de dirección: Asturias, Cantabria, Cádiz, Galicia, País Vasco, Las Palmas de Gran Canaria, Cervera, Lérida (Cursos Internacionales de Música del Orfeón Leridano), Palma de Mallorca. También colaboró en numerosas formaciones corales como director invitado.
Fue maestro de capilla de la capilla de Música de la Basílica de Santa María del Pino de Barcelona (1993-2005), institución musical histórica que contribuyó a recuperar. Dirigió el Coro Magíster Arte del Centro Cristiano de los Universitarios de Barcelona, transformación de la antigua Coral Universitaria de Ciencias de la Educación de la Universidad de Barcelona, y es fue miembro del Equipo Técnico de la Federación Catalana de Entidades Corales.
Se casó con Montserrat Pueyo y Bertran, cantante, maestra de canto y logopeda. En 2002 recibió la Cruz de Sant Jordi.